# Plagiopsis decorata
Plagiopsis decorata är en insektsart som beskrevs av Melichar 1906. Plagiopsis decorata ingår i släktet Plagiopsis och familjen Caliscelidae. Inga underarter finns listade i Catalogue of Life.